# Ciclismo ai Giochi della XXX Olimpiade
Le gare di ciclismo ai Giochi di Londra si sono svolte complessivamente tra il 28 luglio e il 12 agosto 2012 in quattro sedi diverse: il London Velopark per il ciclismo su pista e la BMX, lo Hadleigh Farm nell'Essex per la mountain bike, un percorso stradale che parte dal Mall di Londra e che si estende fino al Surrey per le corse in linea del ciclismo su strada e il Palazzo di Hampton Court per le prove a cronometro, per un totale di 18 eventi e 500 atleti.
Rispetto ai Giochi del 2008 sono state eliminate dal programma olimpico le prove di inseguimento individuale e la corsa a punti (sia maschile che femminile) oltre all'americana, mentre sono state aggiunte la velocità a squadre femminile, il keirin femminile e la prova dell'omnium che fa il suo esordio ai Giochi olimpici.

## Ciclismo
| P | Batterie/Preliminari | ¼ | Quarti di finale | ½ | Semifinali | F | Finale |

| Evento↓/Data →        | Sab 28 | Dom 29 | Mer 1 | Mer 8 | Gio 9 | Ven 10 | Ven 10 | Sab 11 | Dom 12 |
| --------------------- | ------ | ------ | ----- | ----- | ----- | ------ | ------ | ------ | ------ |
| BMX Uomini            |        |        |       | P     | ¼     | ½      | F      |        |        |
| BMX Donne             |        |        |       | P     |       | ½      | F      |        |        |
| Mountain Bike         |        |        |       |       |       |        |        |        |        |
| Cross-Country Uomini  |        |        |       |       |       |        |        |        | F      |
| Cross-Country Donne   |        |        |       |       |       |        |        | F      |        |
| Ciclismo su strada    |        |        |       |       |       |        |        |        |        |
| Corsa in linea Uomini | F      |        |       |       |       |        |        |        |        |
| Cronometro Uomini     |        |        | F     |       |       |        |        |        |        |
| Corsa in linea Donne  |        | F      |       |       |       |        |        |        |        |
| Cronometro Donne      |        |        | F     |       |       |        |        |        |        |

| Data →                        | Gio 2 | Gio 2 | Gio 2 | Ven 3 | Ven 3 | Sab 4 | Sab 4 | Sab 4 | Dom 5 | Dom 5 | Lun 6 | Lun 6 | Mar 7 | Mar 7 | Mar 7 |   |
| Evento ↓                      | P     | P     | P     | P     | P     | M     | P     | P     | M     | P     | P     | P     | M     | P     | P     | P |
| ----------------------------- | ----- | ----- | ----- | ----- | ----- | ----- | ----- | ----- | ----- | ----- | ----- | ----- | ----- | ----- | ----- | - |
| Keirin Uomini                 |       |       |       |       |       |       |       |       |       |       |       |       | P     | ½     | F     |   |
| Omnium Uomini                 |       |       |       |       |       | FL    | PR    | PR    | II    | SR    |       |       |       |       |       |   |
| Velocità Uomini               |       |       |       |       |       | P     | P     | P     |       | ¼     | ½     | F     |       |       |       |   |
| Inseguimento a squadre Uomini | P     | P     | P     | ½     | F     |       |       |       |       |       |       |       |       |       |       |   |
| Velocità a squadre Uomini     | P     | ½     | F     |       |       |       |       |       |       |       |       |       |       |       |       |   |
| Keirin Donne                  |       |       |       | P     | F     |       |       |       |       |       |       |       |       |       |       |   |
| Omnium Donne                  |       |       |       |       |       |       |       |       |       |       | FL    | FL    | II    | SR    | SR    |   |
| Velocità Donne                |       |       |       |       |       |       |       |       | P     | P     |       |       |       | ½     | F     |   |
| Inseguimento a squadre Donne  |       |       |       | P     | P     |       | ½     | F     |       |       |       |       |       |       |       |   |
| Velocità a squadre Donne      | P     | ½     | F     |       |       |       |       |       |       |       |       |       |       |       |       |   |

## Podi

### Uomini
| Evento                            | Oro                                                                | Prestazione | Argento                                                           | Prestazione | Bronzo                                                         | Prestazione |
| Ciclismo su strada                |                                                                    |             |                                                                   |             |                                                                |             |
| Corsa in linea (dettagli)         | Aleksandr Vinokurov                                                | 5h45'57"    | Rigoberto Urán                                                    | s.t.        | Alexander Kristoff                                             | a 8"        |
| Corsa a cronometro (dettagli)     | Bradley Wiggins                                                    | 50′39″      | Tony Martin                                                       | a 42"       | Chris Froome                                                   | a 1'08"     |
| Ciclismo su pista                 |                                                                    |             |                                                                   |             |                                                                |             |
| Inseguimento a squadre (dettagli) | Gran Bretagna Steven Burke Ed Clancy Peter Kennaugh Geraint Thomas | 3'51"659    | Australia Jack Bobridge Rohan Dennis Michael Hepburn Glenn O'Shea | 3'54"581    | Nuova Zelanda Sam Bewley Westley Gough Marc Ryan Jesse Sergent | 3'55"952    |
| Velocità (dettagli)               | Jason Kenny                                                        |             | Grégory Baugé                                                     |             | Shane Perkins                                                  |             |
| Velocità a squadre (dettagli)     | Gran Bretagna Philip Hindes Chris Hoy Jason Kenny                  | 42"600      | Francia Grégory Baugé Michaël D'Almeida Kévin Sireau              | 43"013      | Germania René Enders Robert Förstemann Maximilian Levy         | 43"209      |
| Keirin (dettagli)                 | Chris Hoy                                                          |             | Maximilian Levy                                                   |             | Simon Van Velthooven Teun Mulder                               |             |
| Omnium (dettagli)                 | Lasse Norman Hansen                                                | 27          | Bryan Coquard                                                     | 29          | Ed Clancy                                                      | 30          |
| Mountain bike                     |                                                                    |             |                                                                   |             |                                                                |             |
| Cross country (dettagli)          | Jaroslav Kulhavý                                                   | 1h29'07"    | Nino Schurter                                                     | a 1"        | Marco Aurelio Fontana                                          | a 25"       |
| BMX                               |                                                                    |             |                                                                   |             |                                                                |             |
| Corsa BMX (dettagli)              | Māris Štrombergs                                                   | 37"576      | Sam Willoughby                                                    | 37"929      | Carlos Oquendo                                                 | 38"251      |

### Donne
| Evento                            | Oro                                                    | Prestazione | Argento                                            | Prestazione | Bronzo                                               | Prestazione |
| Ciclismo su strada                |                                                        |             |                                                    |             |                                                      |             |
| Corsa in linea (dettagli)         | Marianne Vos                                           | 3h35'29"    | Elizabeth Armitstead                               | s.t.        | Ol'ga Zabelinskaja                                   | s.t.        |
| Corsa a cronometro (dettagli)     | Kristin Armstrong                                      | 37'34"      | Judith Arndt                                       | a 16"       | Ol'ga Zabelinskaja                                   | a 23"       |
| Ciclismo su pista                 |                                                        |             |                                                    |             |                                                      |             |
| Inseguimento a squadre (dettagli) | Gran Bretagna Danielle King Laura Trott Joanna Rowsell | 3'14"051    | Stati Uniti Sarah Hammer Dotsie Bausch Jennie Reed | 3'19"727    | Canada Tara Whitten Gillian Carleton Jasmin Glaesser | 3'17"915    |
| Velocità (dettagli)               | Anna Meares                                            |             | Victoria Pendleton                                 |             | Guo Shuang                                           |             |
| Velocità a squadre (dettagli)     | Germania Kristina Vogel Miriam Welte                   | 32"798      | Cina Gong Jinjie Guo Shuang                        | 32"616      | Australia Kaarle McCulloch Anna Meares               | 32"727      |
| Keirin (dettagli)                 | Victoria Pendleton                                     |             | Guo Shuang                                         |             | Lee Wai Sze                                          |             |
| Omnium (dettagli)                 | Laura Trott                                            | 18          | Sarah Hammer                                       | 19          | Annette Edmondson                                    | 24          |
| Mountain bike                     |                                                        |             |                                                    |             |                                                      |             |
| Cross country (dettagli)          | Julie Bresset                                          | 1h30'52"    | Sabine Spitz                                       | a 1'02"     | Georgia Gould                                        | a 1'08"     |
| BMX                               |                                                        |             |                                                    |             |                                                      |             |
| Corsa BMX (dettagli)              | Mariana Pajón                                          | 37"706      | Sarah Walker                                       | 38"133      | Laura Smulders                                       | 38"231      |

## Medagliere
| Pos.   | Paese         | Oro | Argento | Bronzo | Totale |
| ------ | ------------- | --- | ------- | ------ | ------ |
| 1      | Gran Bretagna | 8   | 2       | 2      | 12     |
| 2      | Australia     | 1   | 3       | 3      | 7      |
| 3      | Germania      | 1   | 4       | 1      | 6      |
| 4      | Francia       | 1   | 3       | 0      | 4      |
| 5      | Stati Uniti   | 1   | 2       | 1      | 4      |
| 6      | Colombia      | 1   | 1       | 1      | 3      |
| 7      | Paesi Bassi   | 1   | 0       | 2      | 3      |
| 8      | Kazakistan    | 1   | 0       | 0      | 1      |
| 8      | Danimarca     | 1   | 0       | 0      | 1      |
| 8      | Lettonia      | 1   | 0       | 0      | 1      |
| 8      | Rep. Ceca     | 1   | 0       | 0      | 1      |
| 12     | Cina          | 0   | 2       | 1      | 3      |
| 13     | Svizzera      | 0   | 1       | 0      | 1      |
| 14     | Russia        | 0   | 0       | 2      | 2      |
| 14     | Nuova Zelanda | 0   | 0       | 2      | 1      |
| 16     | Norvegia      | 0   | 0       | 1      | 1      |
| 16     | Hong Kong     | 0   | 0       | 1      | 1      |
| 16     | Canada        | 0   | 0       | 1      | 1      |
| 16     | Italia        | 0   | 0       | 1      | 1      |
| Totale | Totale        | 18  | 18      | 19     | 55     |